# Ludvig 2. af Nassau-Weilburg
Ludvig 2. af Nassau-Weilburg (født 9. august 1565 i Weilburg, død 8. november 1627 i Saarbrücken) var stamfader til flere linje af Huset Nassau-Weilburg.

## Forældre
Ludvig 2. var den ældste søn af greve Albrecht af Nassau-Weilburg-Ottweiler (1537–1593) og grevinde Anna af Nassau-Dillenburg (1541–1616).
Ludvig 2.s mor var datter af Vilhelm den rige af Nassau-Dillenburg og søster til bl.a. Vilhelm den Tavse (leder af det hollandske oprør mod Spanien) og Johan 6. af Nassau-Dillenburg (statholder i Gelderland og grundlægger af Unionen i Utrecht).

## Familie
Ludvig 2. var gift med Anna Maria af Hessen-Kassel (1567–1626) (en datter af landgreve Vilhelm 4. af Hessen-Kassel (1532–1592)). De fik 14 børn.

## Deling af landet
Efter Ludvig 2.s død i 1627 delte hans fire overlevede sønner landet imellem sig. Den næstyngste Ernst Casimir af Nassau-Weilburg fik bl.a. Weilburg i det nuværende Hessen. Da den yngste bror Otto døde i 1632, fik Ernst Casimir også  Kirchheimbolanden i det nuværende Rheinland-Pfalz.